# Ewa Farna

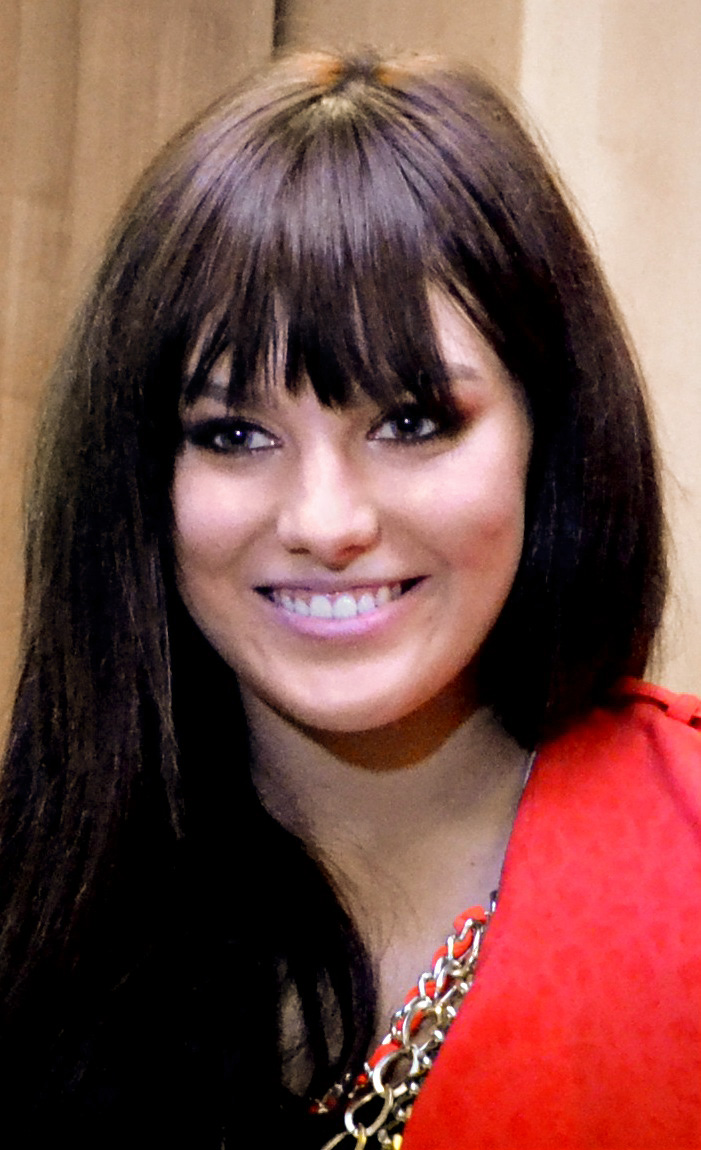
Ewa Farna (2014)

Ewa Farna (* 12. August 1993 in Třinec, Tschechien) ist eine polnisch-tschechische Pop/Rock-Sängerin, Schauspielerin und Autorin.

## Leben
Im Alter von elf Jahren gewann Farna das Musikfestival in Mähren. Später erreichte sie beim Europäischen Festival der Jugend Platz 1. In Havířov gewann sie den Wettbewerb der Kinderlieder. Dort wurde sie von Lešek Wronka, einem bekannten tschechischen Produzenten, Komponisten und Autor, entdeckt. Mit seiner Hilfe nahm Farna Demoaufnahmen auf, die sie an die tschechische Universal Music Group schickte. In derselben Zeit nahm sie an der Sendung Szansa na sukces teil, wo sie mit dem Lied Za młodzi, za starzy, von Ryszard Rynkowski, in dieser Episode den ersten Platz erreichte.
Am 6. November 2006, im Alter von 13 Jahren, veröffentlichte Farna ihr Debütalbum Měls mě vůbec rád (dt. Hattest du mich überhaupt gern) in Tschechien, welches dort die Position 3 in den Albumcharts erreichte. Mit 25.000 verkauften Exemplaren erhielt das Album zusätzlich die Platin-Schallplatte verliehen. Die gleichnamige Single erreichte in den tschechischen Singlecharts ebenfalls die Position 3. Ihr zweites Studioalbum Ticho (dt. Stille) erschien am 1. September 2007. In Tschechien erreichte das Album Platz 2 in den Albumcharts. Ebenfalls wie das vorherige Album bekam Ticho die Platin-Schallplatte verliehen. Die gleichnamige Singleauskopplung aus dem Album erreichte Position 15 in den tschechischen Singlecharts. Die zweite Single La la laj erreichte Platz 8 in den Singlecharts. Am 10. November 2008 erschien Farnas erstes Livealbum Blíž ke hvězdám (dt. Näher an den Sternen) in Tschechien, welches Titel der Alben Měls mě vůbec rád und Ticho enthält. Dazu enthält das Album einen Titel auf Polnisch – Tam gdzie ty. In Tschechien war es 2008 das meistverkaufte Livealbum.
In Polen veröffentlichte sie ihr erstes Studioalbum „Sam na sam“ (dt. Alleine) am 9. November 2007, die polnischsprachige Version des Albums Měls mě vůbec rád. Ihr zweites Studioalbum in Polen „Cicho“ (dt. Leise), die polnischsprachige Version des Albums Ticho, erschien am 9. März 2009. Es ist ihr bisher erfolgreichstes Studioalbum mit über 60.000 verkauften Exemplaren. Die gleichnamige Single ist bis heute zudem ihre erfolgreichste. Beim Sopot Hit Festiwal 2009 wurde der Titel zum Hit des Jahres gewählt. Die dritte Singleauskopplung La la laj erschien im Februar 2010. In den polnischen Videocharts erreichte das Lied Platz 2.
Am 26. Oktober 2009 erschien in Tschechien Farnas fünftes Studioalbum „Virtuální“ (dt. Virtuell). Dieses debütierte auf Platz 3 in den tschechischen Albumcharts. Die erste Singleauskopplung Toužím (dt. Ich sehne mich) erreichte in Tschechien Platz 14 in den Singlecharts. Die dritte Single aus dem Album Maska (dt. Maske) erreichte in den tschechischen Charts Position 57. Im Februar 2010 wurde das Album Cicho für den Fryderyk in der Kategorie „Popalbum des Jahres“ nominiert. Farna selbst wurde in der Kategorie „Sängerin des Jahres“ nominiert.
Ebenfalls 2009 wirkte sie an Čechomors dritter CD mit Sagen aus Tschechien, Pověsti slezských hradů a zámků (dt. Sagen aus schlesischen Burgen und Schlössern) als Gastsängerin bei zwei Liedern sowie als Erzählerin mit. Diese Zusammenarbeit wurde beim Weihnachtskonzert der Band im Nationaltheater zu Prag am 18. Dezember 2010 fortgesetzt, welches anschließend auf CD und DVD Čechomor v Národním veröffentlicht wurde.

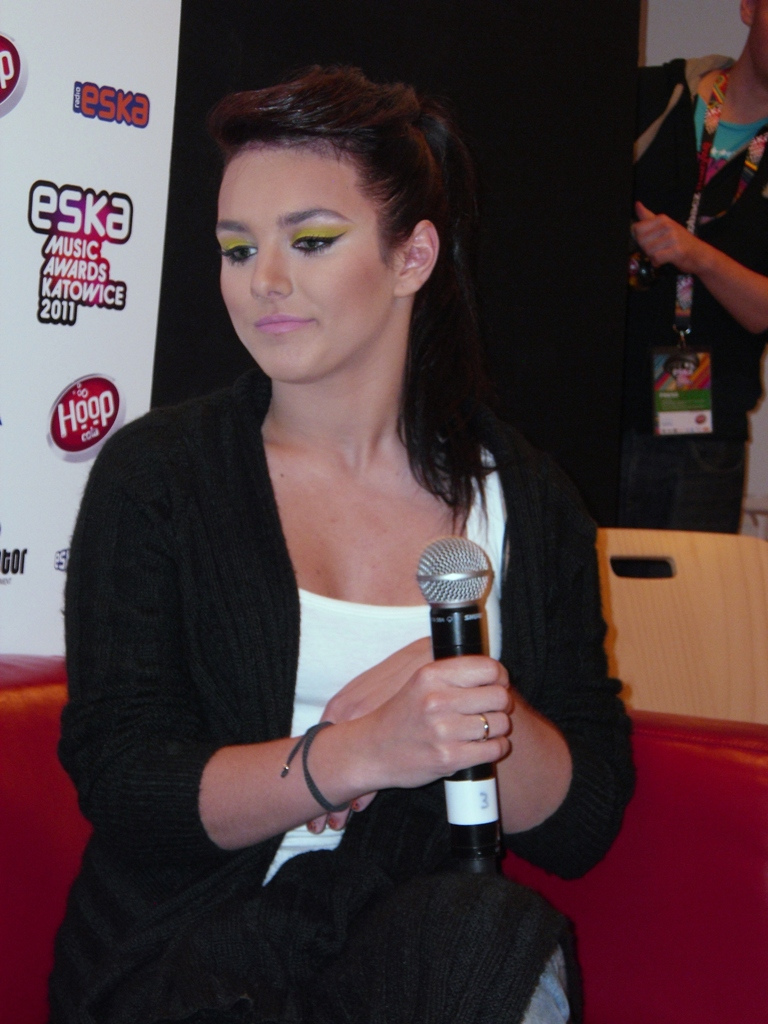
Ewa Farna 2011 bei den Eska Music Awards 2011

Ihr sechstes Studioalbum „EWAkuacja“ (dt. Evakuierung) erschien am 5. November 2010 in Polen. Bereits 2 Wochen nach der Veröffentlichung erhielt das Album für 15.000 verkaufte Einheiten die Goldene Schallplatte. Im Mai 2011 erhielt das Album die Platin-Schallplatte. In den Albumcharts erreichte das Album die Position 7. Die erste Singleauskopplung EWAkuacja erreichte in den polnischen Singlecharts Platz 1. Die zweite Singleauskopplung Bez Łez erschien im April 2011.
Zu ihrem 18. Geburtstag gab Farna am 7. September 2011 im polnischen Sosnowiec, in der Expo Silesia Halle, ein Konzert, welches als Livealbum im Oktober 2012 veröffentlicht wurde. Als Gastband trat die polnische Popband Afromental auf. Farna selbst beschreibt das Konzert als ihr bisher größtes musikalisches Projekt. Die erstle Singleauskopplung Nie przegap (dt. „Verpass es nicht“) erreichte in den polnischen Singlecharts den dritten Platz. Am 23. September 2011 fand im tschechischen Brno das zweite Konzert statt. Als Gastband trat diesmal die tschechische Band Toxique auf.
Am 22. Mai 2012 verschuldete Farna einen Autounfall, zwischen den Städten Třinec und Vendryně. Laut der tschechischen Polizei war sie mit einem Promille Alkohol im Blut unterwegs.
Am 13. Juli 2012 bestätigte Farna, dass sie als Coach in der polnischen Castingshow Bitwa na głosy die Gruppe aus Sosnowiec trainiert.
2013 ist sie Jurorin in der tschechisch-slowakischen TV-Castingshow „Česko Slovenská Superstar“, einem Ableger von Pop Idol.
Aus Anlass ihres 30. Geburtstags sang sie am 14. Oktober 2023 in der ausverkauften Prager O2-Arena, der größten Halle Tschechiens. Bis dahin hatte sie in ihrer Karriere 1500 Konzerte absolvierte.

## Diskografie

### Studioalben
| Jahr | Titel             | Höchstplatzierung, Gesamtwochen, AuszeichnungChartplatzierungen (Jahr, Titel, Platzierungen, Wochen, Auszeichnungen, Anmerkungen) | Höchstplatzierung, Gesamtwochen, AuszeichnungChartplatzierungen (Jahr, Titel, Platzierungen, Wochen, Auszeichnungen, Anmerkungen) | Anmerkungen                                                                                               |
| Jahr | Titel             | CZ | PL | Anmerkungen                                                                                               |
| ---- | ----------------- | --- | --- | --- |
| 2006 | Měls mě vůbec rád | CZ3 Platin · (45 Wo.)CZ | — | Erstveröffentlichung: 6. November 2006 Verkäufe: + 25.000                                                 |
| 2007 | Ticho             | CZ2 Platin · (54 Wo.)CZ | — | Erstveröffentlichung: 1. Oktober 2007 Verkäufe: + 25.000                                                  |
| 2007 | Sam na sam        | — | PL— GoldPL | Erstveröffentlichung: 9. November 2007 polnische Version des Albums Měls mě vůbec rád; Verkäufe: + 15.000 |
| 2009 | Cicho             | CZ7 (1 Wo.)CZ | PL16 ×2Doppelplatin · (13 Wo.)PL                                                                                                  | Erstveröffentlichung: 9. März 2009 polnische Version des Albums Ticho; Verkäufe: + 60.000                 |
| 2009 | Virtuální         | CZ3 Gold · (24 Wo.)CZ | — | Erstveröffentlichung: 26. Oktober 2009 Verkäufe: + 8.000                                                  |
| 2010 | EWAkuacja         | CZ8 (1 Wo.)CZ | PL7 Platin · (52 Wo.)PL | Erstveröffentlichung: 5. November 2010 polnische Version des Albums Virtuální; Verkäufe: + 30.000         |
| 2013 | (W)INNA?          | CZ1 (1 Wo.)CZ | PL7 Gold · (7 Wo.)PL | Erstveröffentlichung: 21. Oktober 2013 Verkäufe: + 15.000                                                 |
| 2014 | Leporelo          | CZ11 (18 Wo.)CZ | — | Erstveröffentlichung: 10. November 2014 tschechische Version des Albums (W)INNA?                          |
| 2015 | Inna              | — | PL7 (1 Wo.)PL | Erstveröffentlichung: 6. November 2015                                                                    |
| 2021 | Umami             | CZ9 (5 Wo.)CZ | PL3 (1 Wo.)PL | Erstveröffentlichung: 10. Dezember 2021                                                                   |

### Livealben
| Jahr | Titel                                   | Höchstplatzierung, Gesamtwochen, AuszeichnungChartplatzierungen (Jahr, Titel, Platzierungen, Wochen, Auszeichnungen, Anmerkungen) | Höchstplatzierung, Gesamtwochen, AuszeichnungChartplatzierungen (Jahr, Titel, Platzierungen, Wochen, Auszeichnungen, Anmerkungen) | Anmerkungen                                                |
| Jahr | Titel                                   | CZ | PL | Anmerkungen                                                |
| ---- | --------------------------------------- | --- | --- | ---------------------------------------------------------- |
| 2008 | Blíž ke hvězdám                         | CZ4 (22 Wo.)CZ | — | Erstveröffentlichung: 10. November 2008                    |
| 2011 | Live – Niezapomniany koncert urodzinowy | — | PL14 Gold · (14 Wo.)PL | Erstveröffentlichung: 14. November 2011 Verkäufe: + 15.000 |
| 2011 | 18 Live                                 | CZ6 (9 Wo.)CZ | — | Erstveröffentlichung: 28. November 2011                    |
| 2023 | Umami (Live Session)                    | — | — | Erstveröffentlichung: 2. Juni 2023                         |

### Kompilationen
- 2020: Singles & Specials

### Singles als Leadmusikerin
| Jahr | Titel Album                       | Höchstplatzierung, Gesamtwochen, AuszeichnungChartplatzierungen (Jahr, Titel, Album, Platzierungen, Wochen, Auszeichnungen, Anmerkungen) | Höchstplatzierung, Gesamtwochen, AuszeichnungChartplatzierungen (Jahr, Titel, Album, Platzierungen, Wochen, Auszeichnungen, Anmerkungen) | Höchstplatzierung, Gesamtwochen, AuszeichnungChartplatzierungen (Jahr, Titel, Album, Platzierungen, Wochen, Auszeichnungen, Anmerkungen) | Anmerkungen                                                                        |
| Jahr | Titel Album                       | CZ | PL | SK | Anmerkungen                                                                        |
| --- | --------------------------------- | --- | --- | --- | ---------------------------------------------------------------------------------- |
| 2006 | Měls mě vůbec rád                 | CZ3 (21 Wo.)CZ | — | — | Erstveröffentlichung: 25. September 2006                                           |
| 2007 | Zapadlej krám Měls mě vůbec rád   | CZ24 (24 Wo.)CZ | — | SK76 (5 Wo.)SK | Erstveröffentlichung: 2007                                                         |
| 2007 | Ticho                             | CZ15 (14 Wo.)CZ | — | SK35 (11 Wo.)SK | Erstveröffentlichung: 13. August 2007                                              |
| 2007 | La la laj Ticho                   | CZ8 (17 Wo.)CZ | — | — | Erstveröffentlichung: 2007 tschechische Version                                    |
| 2007 | Boží mlejny melou Blíž ke hvězdám | CZ22 (31 Wo.)CZ | — | SK85 (2 Wo.)SK | Erstveröffentlichung: 2007                                                         |
| 2008 | Jaký to je Ticho                  | CZ6 (17 Wo.)CZ | — | — | Erstveröffentlichung: 2008                                                         |
| 2009 | Toužím Virtuální                  | CZ14 (18 Wo.)CZ | — | SK35 (9 Wo.)SK | Erstveröffentlichung: 21. September 2009                                           |
| 2010 | Maska Virtuální                   | CZ57 (3 Wo.)CZ | — | — | Erstveröffentlichung: 2010                                                         |
| 2010 | EWAkuacja                         | — | PL1 (6 Wo.)PL | — | Erstveröffentlichung: 2010 polnische Version der Single Toužím                     |
| 2011 | Nie przegap EWAkuacja / Live      | — | PL3 (6 Wo.)PL | — | Erstveröffentlichung: 2011                                                         |
| 2011 | Sama Sobě 18 Live                 | CZ61 (6 Wo.)CZ | — | — | Erstveröffentlichung: 21. Oktober 2011                                             |
| 2013 | Znak (W)INNA?                     | — | PL3 (4 Wo.)PL | — | Erstveröffentlichung: 7. Juni 2013 (Airplay) 10. Juni 2013 (Download)              |
| 2014 | Leporelo                          | CZ10 (25 Wo.)CZ | — | — | Erstveröffentlichung: 18. Juni 2014 tschechische Version der Single Znak           |
| 2014 | Tajna misja (W)INNA?              | — | PL11 (3 Wo.)PL | — | Erstveröffentlichung: Juni 2014                                                    |
| 2014 | Z nálezů a krás Leporelo          | CZ59 (8 Wo.)CZ | — | — | Erstveröffentlichung: 12. Oktober 2014 tschechische Version der Single Tajna misja |
| 2015 | Vino je grunt –                   | CZ99 (1 Wo.)CZ | — | — | Erstveröffentlichung: 5. August 2015 feat. Frantisek Segrado                       |
| 2015 | Tu Inna                           | — | PL17 Platin · (4 Wo.)PL | — | Erstveröffentlichung: 16. Oktober 2015 Verkäufe: + 30.000                          |
| 2015 | Mám boky jako skříň –             | CZ66 (41 Wo.)CZ | — | — | Erstveröffentlichung: 3. November 2015                                             |
| 2016 | Na ostří nože –                   | CZ55 (13 Wo.)CZ | — | — | Erstveröffentlichung: 9. April 2016 tschechische Version des Liedes Na ostrzu      |
| 2016 | Na ostrzu Inna                    | — | PL3 Gold · (20 Wo.)PL | — | Erstveröffentlichung: 8. Juni 2016 Verkäufe: + 15.000                              |
| 2017 | Wszystko albo nic –               | — | PL10 ×2Doppelplatin · (12 Wo.)PL | — | Erstveröffentlichung: 19. Januar 2017                                              |
| 2017 | Bumerang –                        | — | PL7 (19 Wo.)PL | — | Erstveröffentlichung: 26. Mai 2017                                                 |
| 2017 | Vánoce na míru –                  | CZ1 (22 Wo.)CZ | — | — | Erstveröffentlichung: 3. November 2017 Höchstplatzierung CZ: 2022                  |
| 2018 | Interakcja –                      | — | PL26 (8 Wo.)PL | — | Erstveröffentlichung: 14. September 2018                                           |
| 2018 | Málo se známe –                   | CZ50 (2 Wo.)CZ | — | — | Erstveröffentlichung: 14. September 2018                                           |
| 2020 | Anioł Pasterzom Mówił –           | — | PL96 (1 Wo.)PL | — | Erstveröffentlichung: 2020 feat. Tomasz Szymus Orkiestra                           |
| 2021 | Tělo Umami                        | CZ47 (8 Wo.)CZ | — | — | Erstveröffentlichung: 25. Mai 2021                                                 |
| 2022 | Na Skróty Umami                   | CZ21 (6 Wo.)CZ | — | — | Erstveröffentlichung: 26. Januar 2022                                              |
| 2023 | No a co –                         | CZ70 (6 Wo.)CZ | — | — | Erstveröffentlichung: 11. August 2023                                              |
| Folgende Lieder erschienen nicht als Single, wurden aber durch das Album zum Download und Streaming bereitgestellt und konnten somit eine Platzierung erlangen: |                                   | | | |                                                                                    |
| |                                   | | | |                                                                                    |
| 2022 | Verze 02 Umami                    | CZ18 (15 Wo.)CZ | — | — |                                                                                    |
| 2022 | Zkraceno v překladu Umami         | CZ96 (1 Wo.)CZ | — | — |                                                                                    |

grau schraffiert: keine Chartdaten aus diesem Jahr verfügbar
Weitere Singles
- 2007: Tam gdzie nie ma dróg (polnische Version der Single Zapadlej krám)
- 2009: Cicho (polnische Version der Single Ticho)
- 2009: Dmuchawce, latawce, wiatr
- 2009: Ty jsi král
- 2010: La la laj (polnische Version der Single La la laj)
- 2010: Muzyki moc (mit VIVA i Przyjaciele)
- 2011: Bez Łez
- 2013: Ulubiona rzecz
- 2015: Rutyna

### Singles als Gastmusikerin
| Jahr | Titel Album        | Höchstplatzierung, Gesamtwochen, AuszeichnungChartplatzierungen (Jahr, Titel, Album, Platzierungen, Wochen, Auszeichnungen, Anmerkungen) | Höchstplatzierung, Gesamtwochen, AuszeichnungChartplatzierungen (Jahr, Titel, Album, Platzierungen, Wochen, Auszeichnungen, Anmerkungen) | Anmerkungen                                           |
| Jahr | Titel Album        | CZ | PL | Anmerkungen                                           |
| ---- | ------------------ | --- | --- | ----------------------------------------------------- |
| 2010 | Stejný cíl mám dál | CZ53 (25 Wo.)CZ | — | Erstveröffentlichung: 2010 Jan Bendig feat. Ewa Farna |
| 2017 | Echo 2020          | — | PL4 Platin · (20 Wo.)PL | Erstveröffentlichung: 2010 Kaen feat. Ewa Farna       |

Weitere Gastbeiträge
- 2008: Oto ja (Camp Rock OST; mit Jakub Molęda)
- 2010: Nie zmieniajmy nic (Camp Rock OST; mit Jakub Molęda)
- 2012: Toxique Girls (18 Live; feat. Toxique)
- 2020: Pełnia (Smolasty feat. Ewa Farna, PL: Platin)

## Auszeichnungen für Musikverkäufe
Anmerkung: Auszeichnungen in Ländern aus den Charttabellen bzw. Chartboxen sind in ebendiesen zu finden.
| Land/RegionAuszeichnungen für Musikverkäufe (Land/Region, Auszeichnungen, Verkäufe, Quellen) | Gold     | Platin       | Verkäufe | Quellen         |
| -------------------------------------------------------------------------------------------- | -------- | ------------ | -------- | --------------- |
| Polen (ZPAV)                                                                                 | 4× Gold4 | 8× Platin8   | 280.000  | olis.pl         |
| Tschechien (IFPI)                                                                            | Gold1    | 2× Platin2   | —        | Einzelnachweise |
| Insgesamt                                                                                    | 5× Gold5 | 10× Platin10 |          |                 |

## Künstlerauszeichnungen
| Tabellarische Übersicht der Auszeichnungen und Nominierungen | Tabellarische Übersicht der Auszeichnungen und Nominierungen | Tabellarische Übersicht der Auszeichnungen und Nominierungen | Tabellarische Übersicht der Auszeichnungen und Nominierungen          | Tabellarische Übersicht der Auszeichnungen und Nominierungen |
| Jahr                                                         | Auszeichnung                                                 | Für                                                          | Kategorie                                                             | Resultat                                                     |
| ------------------------------------------------------------ | ------------------------------------------------------------ | ------------------------------------------------------------ | --------------------------------------------------------------------- | ------------------------------------------------------------ |
| 2009                                                         | Superjedynki                                                 | Cicho (Single)                                               | Przebój Roku (Hit des Jahres)                                         | Nominiert                                                    |
| 2009                                                         | Superjedynki                                                 | Cicho (Album)                                                | Płyta Roku (Album des Jahres)                                         | Gewonnen                                                     |
| 2009                                                         | MTV Europe Music Awards 2009                                 | Ewa Farna                                                    | Najlepszy Polski Artysta (Bester polnischer Künstler)                 | Nominiert                                                    |
| 2009                                                         | Telekamery 2010                                              | Ewa Farna                                                    | Muzyka (Musik)                                                        | 2. Platz                                                     |
| 2009                                                         | Sopot Hit Festiwal 2009                                      | Cicho (Single)                                               | Polski Hit Lata (Polnischer Hit des Sommers)                          | Gewonnen                                                     |
| 2009                                                         | Musiq1 Awards                                                | Ewa Farna                                                    | Najlepsza Piosenkarka (Beste Sängerin)                                | Gewonnen                                                     |
| 2009                                                         | Złote Dzioby                                                 | Ewa Farna                                                    | Odkrycie Roku (Entdeckung des Jahres)                                 | Gewonnen                                                     |
| 2010                                                         | VIVA Comet 2010                                              | Cicho (Single)                                               | Charts Award                                                          | Gewonnen                                                     |
| 2010                                                         | VIVA Comet 2010                                              | Ewa Farna                                                    | Artystka Roku (Sängerin des Jahres)                                   | Gewonnen                                                     |
| 2010                                                         | Musiq1 Awards                                                | Ewa Farna                                                    | Najlepsza Piosenkarka (Beste Sängerin)                                | Gewonnen                                                     |
| 2010                                                         | Fryderyk 2010                                                | Cicho (Album)                                                | Album Roku POP (Album des Jahres (Pop))                               | Nominiert                                                    |
| 2010                                                         | Fryderyk 2010                                                | Ewa Farna                                                    | Wokalistka Roku (Sängerin des Jahres)                                 | Nominiert                                                    |
| 2010                                                         | Eska Music Awards 2010                                       | Cicho (Single)                                               | Hit Roku (Hit des Jahres)                                             | Gewonnen                                                     |
| 2010                                                         | Eska Music Awards 2010                                       | Ewa Farna                                                    | Artystka Roku (Sängerin des Jahres)                                   | Nominiert                                                    |
| 2010                                                         | Mikrofony Popcornu 2010                                      | Ewa Farna                                                    | Wykonawca Roku – Polska (Sängerin des Jahres – Polen)                 | Gewonnen                                                     |
| 2010                                                         | Mikrofony Popcornu 2010                                      | Cicho (Single)                                               | Przebój Roku – Polska (Hit des Jahres – Polen)                        | Gewonnen                                                     |
| 2011                                                         | Telekamery 2011                                              | Ewa Farna                                                    | Muzyka (Musik)                                                        | 3. Platz                                                     |
| 2011                                                         | VIVA Comet 2010                                              | Ewa Farna                                                    | Artystka Roku (Sängerin des Jahres)                                   | Nominiert                                                    |
| 2011                                                         | VIVA Comet 2010                                              | EWAkuacja (Album)                                            | Charts Award                                                          | Gewonnen                                                     |
| 2011                                                         | VIVA Comet 2010                                              | Ewa Farna                                                    | Image Roku (Image des Jahres)                                         | Gewonnen                                                     |
| 2011                                                         | VIVA Comet 2010                                              | EWAkuacja (Single)                                           | Teledysk Roku (Musikvideo des Jahres)                                 | Gewonnen                                                     |
| 2011                                                         | VIVA Comet 2010                                              | EWAkuacja (Album)                                            | Płyta Roku (Album des Jahres)                                         | Gewonnen                                                     |
| 2011                                                         | VIVA Comet 2010                                              | VIVA i Przyjaciele (Ewa Farna)                               | Najlepsze na VIVA-TV.pl (Das Beste auf VIVA-TV.pl)                    | Gewonnen                                                     |
| 2011                                                         | Bravoora                                                     | Ewa Farna                                                    | Wokalistka Roku (Sängerin des Jahres)                                 | Nominiert                                                    |
| 2011                                                         | Superjedynki                                                 | EWAkuacja (Album)                                            | Super Płyta (Super-Album)                                             | Nominiert                                                    |
| 2011                                                         | Eska Music Awards 2011                                       | Ewa Farna                                                    | Wokalistka Roku (Sängerin des Jahres)                                 | Gewonnen                                                     |
| 2011                                                         | Eska Music Awards 2011                                       | EWAkuacja (Single)                                           | Hit Roku (Hit des Jahres)                                             | Gewonnen                                                     |
| 2011                                                         | Eska Music Awards 2011                                       | EWAkuacja (Single)                                           | Video Roku (Musikvideo des Jahres)                                    | Nominiert                                                    |
| 2011                                                         | Mikrofony Popcornu 2011                                      | Ewa Farna                                                    | Wykonawca Roku – Polska (Sängerin des Jahres – Polen)                 | Gewonnen                                                     |
| 2011                                                         | Mikrofony Popcornu 2011                                      | EWAkuacja (Single)                                           | Przebój Roku – Polska (Hit des Jahres – Polen)                        | Gewonnen                                                     |
| 2011                                                         | OGAE Video Contest 2011                                      | Muzyki moc                                                   | Teledysk                                                              | Nominiert                                                    |
| 2011                                                         | MTV Europe Music Awards 2009                                 | Ewa Farna                                                    | Najlepszy Polski Artysta (Bester polnischer Künstler)                 | Gewonnen                                                     |
| 2011                                                         | MTV Europe Music Awards 2009                                 | Ewa Farna                                                    | Najlepszy Europejski Artysta (Bester europäischer Künstler)           | Nominiert                                                    |
| 2011                                                         | Czeski Słowik                                                | Ewa Farna                                                    | Wokalistka Roku (Sängerin des Jahres)                                 | Gewonnen                                                     |
| 2012                                                         | Bravoora                                                     | Ewa Farna                                                    | Artystka Roku (Sängerin des Jahres)                                   | Gewonnen                                                     |
| 2012                                                         | VIVA Comet 2012                                              | Ewa Farna                                                    | Artystka Roku (Sängerin des Jahres)                                   | Gewonnen                                                     |
| 2012                                                         | Bez Łez                                                      | Najlepsze na VIVA-TV.pl (Das Beste auf VIVA-TV.pl)           |                                                                       | Gewonnen                                                     |
| 2012                                                         | Bez Łez                                                      | Dzwonek Roku (Klingelton des Jahres)                         |                                                                       | Gewonnen                                                     |
| 2012                                                         | Ewa Farna                                                    | Image Roku (Image des Jahres)                                | Nominiert                                                             |                                                              |
| 2012                                                         | Ewa Farna                                                    | Fryderyk 2012                                                | Nominiert                                                             | Wokalistka Roku (Sängerin des Jahres)                        |
| 2012                                                         | Ewa Farna                                                    | TOPtrendy 2012                                               | Najlepiej sprzedająca się płyta 2011 roku (Meistverkaufte Alben 2011) | 9. Platz                                                     |
| 2012                                                         | Ewa Farna                                                    | Eska Music Awards 2012                                       | Najlepsza Artystka (Beste Sängerin)                                   | Nominiert                                                    |
| 2012                                                         | Live – Niezapomniany koncert urodzinowy                      | Eska Music Awards 2012                                       | Najlepszy Album (Bestes Album)                                        | Nominiert                                                    |